# Parque Sucupira
O Parque Sucupira é um grande parque situado próximo do centro da cidade de Naviraí, no estado de Mato Grosso do Sul. É uma das principais áreas de lazer da cidade. 
O parque possui área de mais de de 71 mil m², possuindo uma pista de caminhada com mais de 800 metros, balança nas duas entradas, duas quadras de areia para a prática de voleibol e futebol, local para ginástica para a terceira idade, um lago central, além de diversas árvores nativas que foram plantadas, reforçando o projeto paisagístico do parque. O parque possui iluminação completa em toda a sua extensão, 47 postes ornamentais, refletores e 13 super postes de iluminação, o que favorece a milhares de pessoas que utilizam o espaço no período noturno para realizar atividades esportivas. A pista de caminhada possuem quadras para prática esportiva no período noturno.
A movimentação tem início a partir das 18 horas nas segundas, quartas e sextas, e as atividades são acompanhadas por monitores da saúde. Atualmente no parque ocorre a realização do Projeto Viva Verão, que tem como maior atrativo as aulas de aeróbica, oferecer mais lazer aos frequentadores do Parque Sucupira.